# Kurowo (Bobolice)
Kurowo (deutsch Kurow) ist ein Dorf in der Woiwodschaft Westpommern in Polen. Das Dorf gehört zur Gmina Bobolice (Stadt- und Landgemeinde Bublitz) im Powiat Koszaliński (Kösliner Kreis).

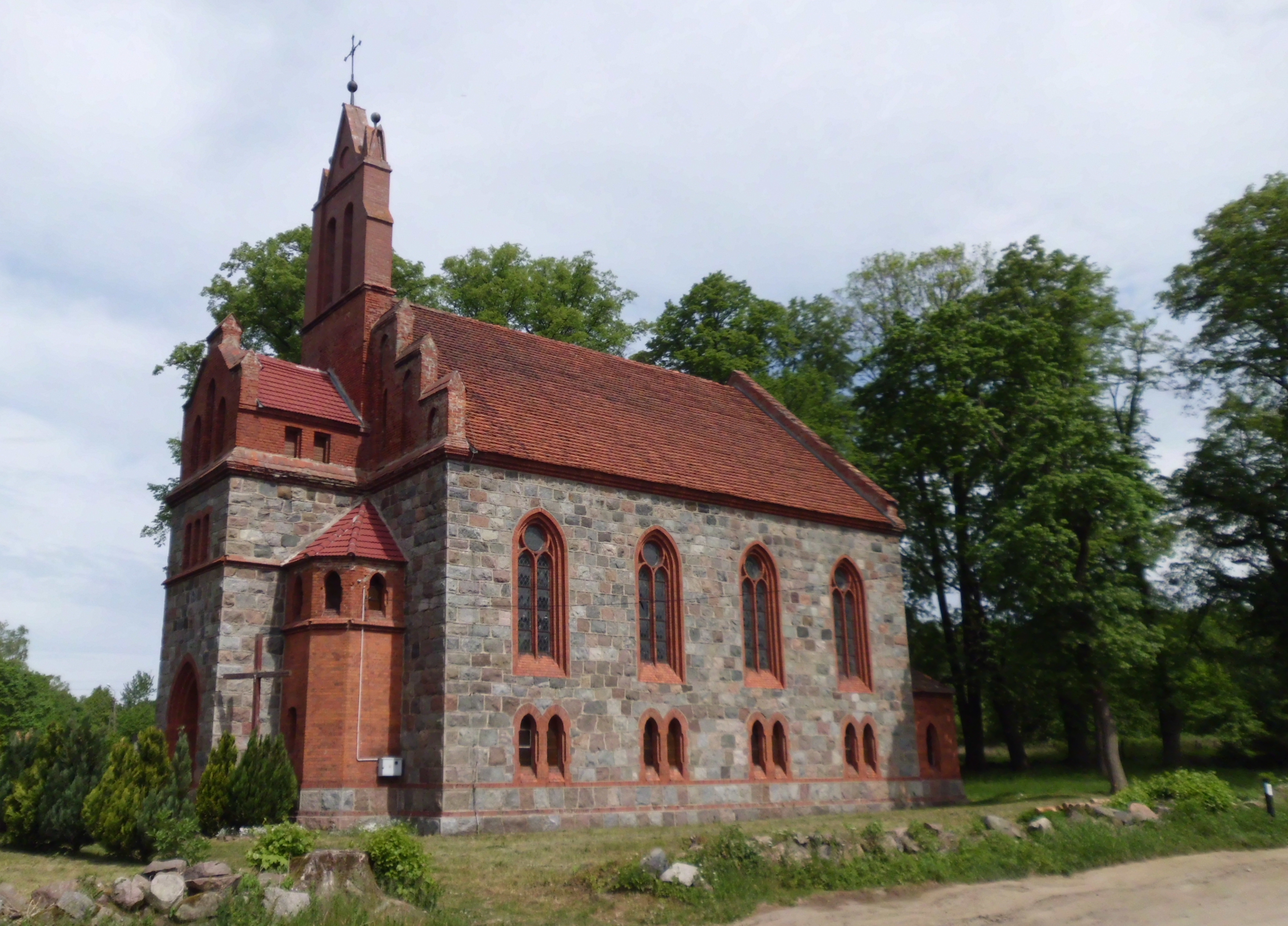
Neugotische Dorfkirche

## Geographische Lage
Das Dorf liegt in Hinterpommern, etwa 150 km nordöstlich von Stettin und etwa 9 km nördlich der Stadtmitte von Bublitz. 

## Geschichte
In Ludwig Wilhelm Brüggemanns Ausführlicher Beschreibung des Königlich-Preußischen Herzogtums Vor- und Hinterpommern (1784) ist Curow, wie es damals geschrieben wurde, unter den Dörfern des Amtes Bublitz im Fürstentum Cammin aufgeführt. In Curow gab es damals einen Prediger (Pastor), einen Küster, 15 Bauern, vier Kossäten, drei weitere „kleine Häuser“ und drei „Bauerkathen“, insgesamt 33 Haushalte („Feuerstellen“). Zwölf Bauern und die vier Kossäten aus Curow hatten bei dem zum Amt gehörenden Vorwerk Schloßkämpen Dienste zu leisten. Die Einwohner von Curow waren verpflichtet, in der zum Amt gehörenden Bevenhusenschen Wassermühle mahlen zu lassen („Zwangsmahlgäste“).
Bei der im Jahre 1872 erfolgten Aufteilung des Kreises Fürstenthum kam Kurow zum Kreis Bublitz. Im Jahre 1910 zählte die Landgemeinde Kurow 607 Einwohner, im Jahre 1925 838 Einwohner in 135 Haushaltungen. Die Landgemeinde Kurow kam 1932 bei der Auflösung des Kreises Bublitz zum Kreis Köslin. Neben Kurow bestanden in der Gemeinde die Wohnplätze Bergland, Bewerhusen, Fichthof, Grüne Wiese, Kurower Mühle, Laubkrug, Schierlitz, Schweiz, Zeblin und Zebliner Mühle.
1945 kam Kurow, wie ganz Hinterpommern, an Polen. Die Bevölkerung wurde vertrieben und durch Polen ersetzt. Der Ortsname wurde zu „Kurowo“ polonisiert. Heute gehört der Ort zur Gmina Bobolice (Stadt- und Landgemeinde Bublitz), in der er ein eigenes Schulzenamt bildet.